# Рексфорд (Монтана)
Рексфорд (енгл. Rexford) град је у америчкој савезној држави Монтана.

## Демографија
По попису из 2010. године број становника је 105, што је 46 (-30,5%) становника мање него 2000. године.
| Група             | 2000.       | 2010.      |
| Белци             | 130 (86,1%) | 95 (90,5%) |
| Афроамериканци    | 0 (0,0%)    | 0 (0,0%)   |
| Азијати           | 0 (0,0%)    | 0 (0,0%)   |
| Хиспаноамериканци | 5 (3,3%)    | 4 (3,8%)   |
| Укупно            | 151         | 105        |